# Goniothalamus cleistogamus
Goniothalamus cleistogamus este o specie de plante din genul Goniothalamus, familia Annonaceae, descrisă de William Burck. Conform Catalogue of Life specia Goniothalamus cleistogamus nu are subspecii cunoscute.